# ويل د. هاو
ويل د. هاو (بالإنجليزية: Will D. Howe)‏ هو محرر أمريكي، ولد في 25 أغسطس 1873، وتوفي في 6 ديسمبر 1946.